# Coskinolinoidea
Coskinolinoidea, previamente denominada Coskinolinacea, es una superfamilia de foraminíferos bentónicos del suborden Orbitolinina y del orden Loftusiida. Su rango cronoestratigráfico abarca desde el Cenomaniense (Cretácico superior) hasta el Luteciense (Eoceno medio).

## Discusión
Clasificaciones previas incluían los géneros de Coskinolinoidea en la superfamilia Ataxophragmoidea, así como en el suborden Textulariina del orden Textulariida o en el orden Lituolida.

## Clasificación
Coskinolinoidea incluye a la siguiente familia:
- Familia Coskinolinidae